# Syrrhopodon isleanus
Syrrhopodon isleanus là một loài rêu trong họ Calymperaceae. Loài này được Besch. mô tả khoa học đầu tiên năm 1875.